# O Lobo Atrás da Porta
O Lobo Atrás da Porta és un llargmetratge brasiler, dirigit i escrit per Fernando Coimbra. Inspirat durant molt de temps en el cas policial de Fera da Penha, en què una dona (Neyde Maria Maia Lopes) va assassinar una nena de 4 anys després d’una relació extramarital amb el pare de la nena. La pel·lícula va rebre el premi Horizontes Latinos el 2013 a la 61a edició del Festival Internacional de Cinema de Sant Sebastià. El novembre de 2015, la pel·lícula va entrar a la llista feta per l'Associação Brasileira de Críticos de Cinema (Abraccine) de les 100 millors pel·lícules brasileres de tots els temps.

## Sinopsi
La desaparició d'una nena, Clara (Isabelle Ribas), significa que els seus pares, Bernardo (Milhem Cortaz) i Sylvia (Fabiula Nascimento), van a la delegació. El cas el gestiona el delegat (Juliano Cazarré), que resol interrogar-los per separat. Aviat es descobreix que Bernardo té una amant, Rosa (Leandra Leal), que és portada a la delegació per consulta. A partir de les confessions del trio, el delegat descobreix una xarxa de mentides, amor, venjança i gelosia al voltant del trio.

## Repartiment
- Leandra Leal — Rosa
- Milhem Cortaz — Bernardo
- Fabiula Nascimento — Sylvia
- Isabelle Ribas — Clara
- Juliano Cazarré — Delegado
- Thalita Carauta — Bete
- Paulo Tiefenthaler
- Tamara Taxman
- Emiliano Queiroz

## Premis
- Premi Horizontes Latinos al Festival Internacional de Cinema de Sant Sebastià 2013[4]
- Premi al millor director i a la millor actriu (Leandra Leal) en la XX Mostra de Cinema Llatinoamericà de Catalunya.[5]
- Al Grande Prêmio do Cinema Brasileiro de 2015 va guanyar set premis (millor llargmetratge, direcció, actriu, actriu secundària, fotografia, guió original i muntatge).[6]